# Heterospilus flavicollis
Heterospilus flavicollis är en stekelart som först beskrevs av William Harris Ashmead 1893.  Heterospilus flavicollis ingår i släktet Heterospilus och familjen bracksteklar. Inga underarter finns listade i Catalogue of Life.